# وسلی بوش
وسلی بوش (به انگلیسی: Wesley Bush) (زاده ۱۹۶۱) کارآفرین و مدیر ارشد اجرایی آمریکایی است، که اکنون به‌عنوان مدیر عامل اجرایی و رییس هیئت مدیره شرکت نورتروپ گرومن فعالیت می‌نماید.